# TVP Poznań
TVP Poznań ist die regionale Niederlassung der Telewizja Polska für die Woiwodschaft Großpolen, die an alle Programmen der TVP regionale Beiträge liefert. Sie hat ihren Sitz in Poznań in der ul. Serafitek 8.

## FensterprogrammTVP3 Poznań
TVP3 Poznań ist das regionale Fensterprogramm, das auf TVP Regionalna ausgestrahlt wird. Bis zum 31. August 2013 wurden die Regionalfenster der 16 regionalen Sender auf TVP Info ausgestrahlt. Seit dem 1. September werden diese 18 Stunden lang auf dem Sender TVP3 ausgestrahlt.
Über aktuelle Ereignisse in der Region berichtet die Hauptnachrichtensendung Teleskop.

Logo bis zum 30. November 2007
Logo bis zum 31. August 2013
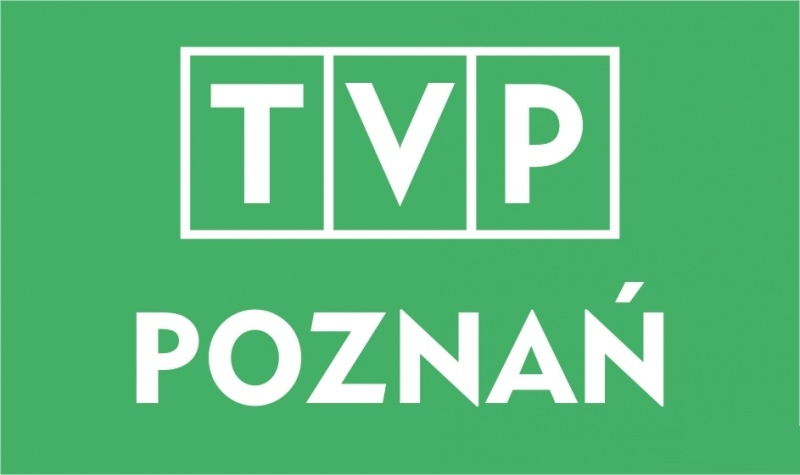
Logo bis zum 1. Januar 2016
Aktuelles Logo seit dem 2. Januar 2016

## Weblink
- Offizielle Website (polnisch)